# Trombopoetyna
Trombopoetyna – hormon odpowiedzialny za produkcję i dojrzewanie trombocytów (czyli składników krwi odpowiedzialnych za jej krzepnięcie) na drodze trombopoezy. Jest produkowana głównie przez komórki wątroby i (w mniejszej ilości) przez nerki i mięśnie szkieletowe. Działa pobudzająco na megakariocyty szpiku kostnego.